# Едамура Суміо
Едаму́ра Суміо́ (яп. 枝村純郎, えだむらすみお, МФА: [edamuɾa sumʲio]) (28 січня 1932, Кіото, Японська імперія) — японський політичний діяч, дипломат. Перший Надзвичайний і Повноважний Посол Японії в Україні за сумісництвом.

## Життєпис
Народився 28 січня 1932 року в місті Кіото, Японська імперія. Випускник юридичного факультету Кіотського університету.
У 1952 поступив на службу до Міністерства закордонних справ Японії.
У 1979—1981 рр. — Генеральний консул Японії у Гонконгу.
У 1981—1983 рр. — Генеральний директор у справах Латинської Америки Міністерства закордонних справ Японії, Токіо
У 1983—1984 рр. — Заступник віцеміністра Міністерства закордонних справ Японії, Токіо
У 1984—1987 рр. — Надзвичайний і Повноважний Посол Японії в Іспанії, Мадрид.
У 1987—1990 рр. — Надзвичайний і Повноважний Посол Японії в Індонезії, Джакарта.
У 1990—1992 рр. — Надзвичайний і Повноважний Посол Японії в СРСР.
У 1992—1994 рр. — Надзвичайний і Повноважний Посол Японії в РФ.
Після встановлення дипломатичних відносин між Україною та Японією, з 12 червня 1992 до 19 січня 1993 року Надзвичайний і Повноважний Посол Японії в Україні за сумісництвом.
Після виходу на пенсію в 1994 році працював радником в японській корпорації Сумітомо та компанії Східна JR.

## Праці
Автор праці «До і після розвалу імперії: мемуари японського посла в Москві 1990 — 1994».